# 한라왕개미
한라왕개미(Camponotus jejuensis)는 벌목, 개미과에 속한 곤충이다.한국 고유종이다.

## 분포
내장산, 제주도, 흑산도, 모악산 등에 분포하고 있다.

## 형태
몸 전체에 광택이 있으며 머리는 검은색이고 앞가슴,다리는 황갈색이다.
몸 길이는 4~6.5mm이다.